# Tharandter Straße
Die Tharandter Straße ist eine Ausfallstraße zwischen dem Zentrum des Dresdner Stadtteils Löbtau und der Stadtgrenze zum Freitaler Stadtteil Potschappel. Sie bildet einen Teil der Staatsstraße 194 und der Silberstraße und ist etwa 4,8 km lang. Die Straße verläuft durch den Plauenschen Grund und stellt die wesentliche Verbindungsachse zwischen den Städten Dresden und Freital dar. Benannt ist sie nach der Forststadt Tharandt, die über die sich in Freital anschließende Dresdner Straße zu erreichen ist.

## Verlauf

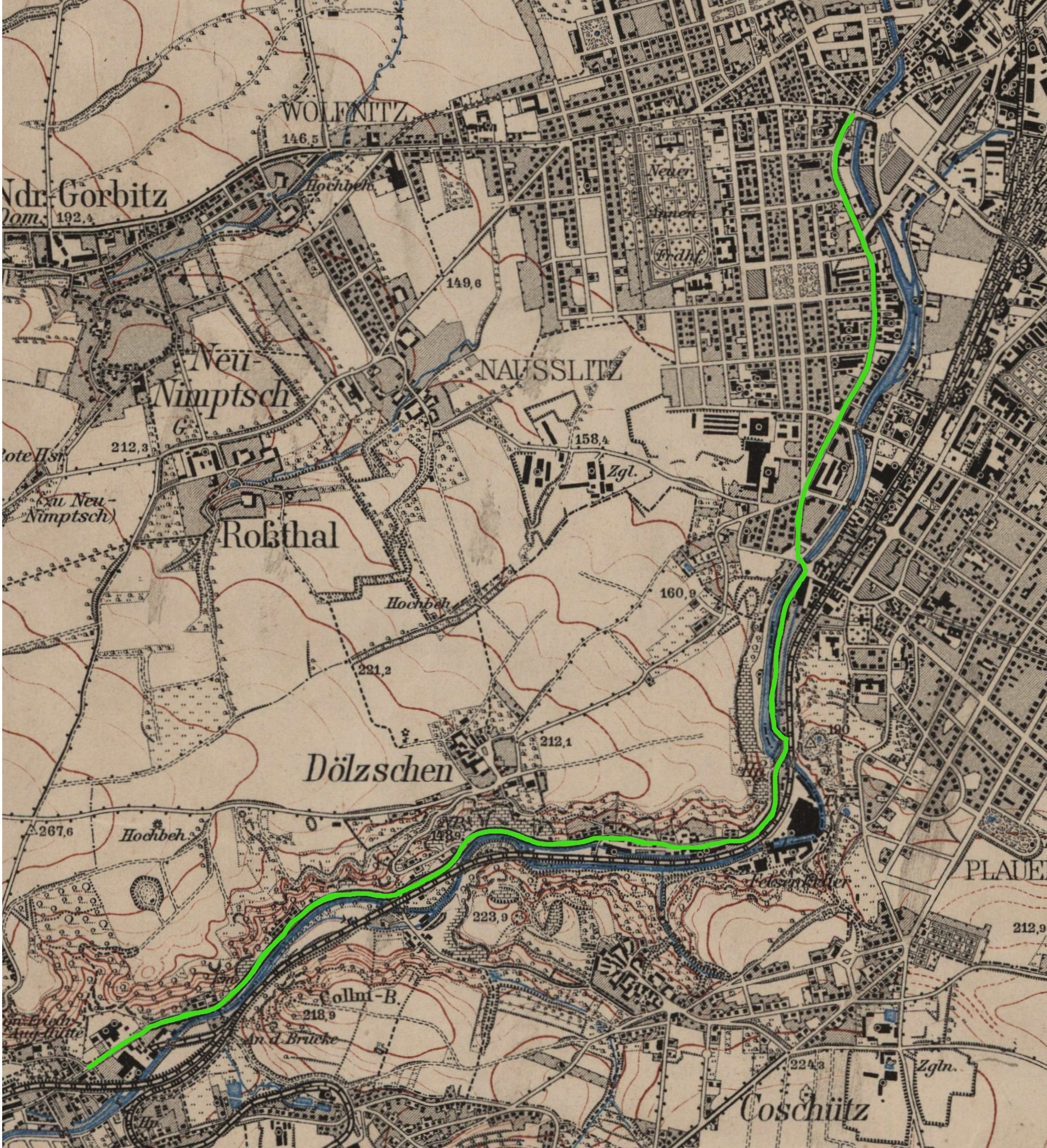
Karte von 1910 mit der Straße in ihrem alten Verlauf zwischen Felsenkeller und Altplauen (hellgrün hervorgehoben)

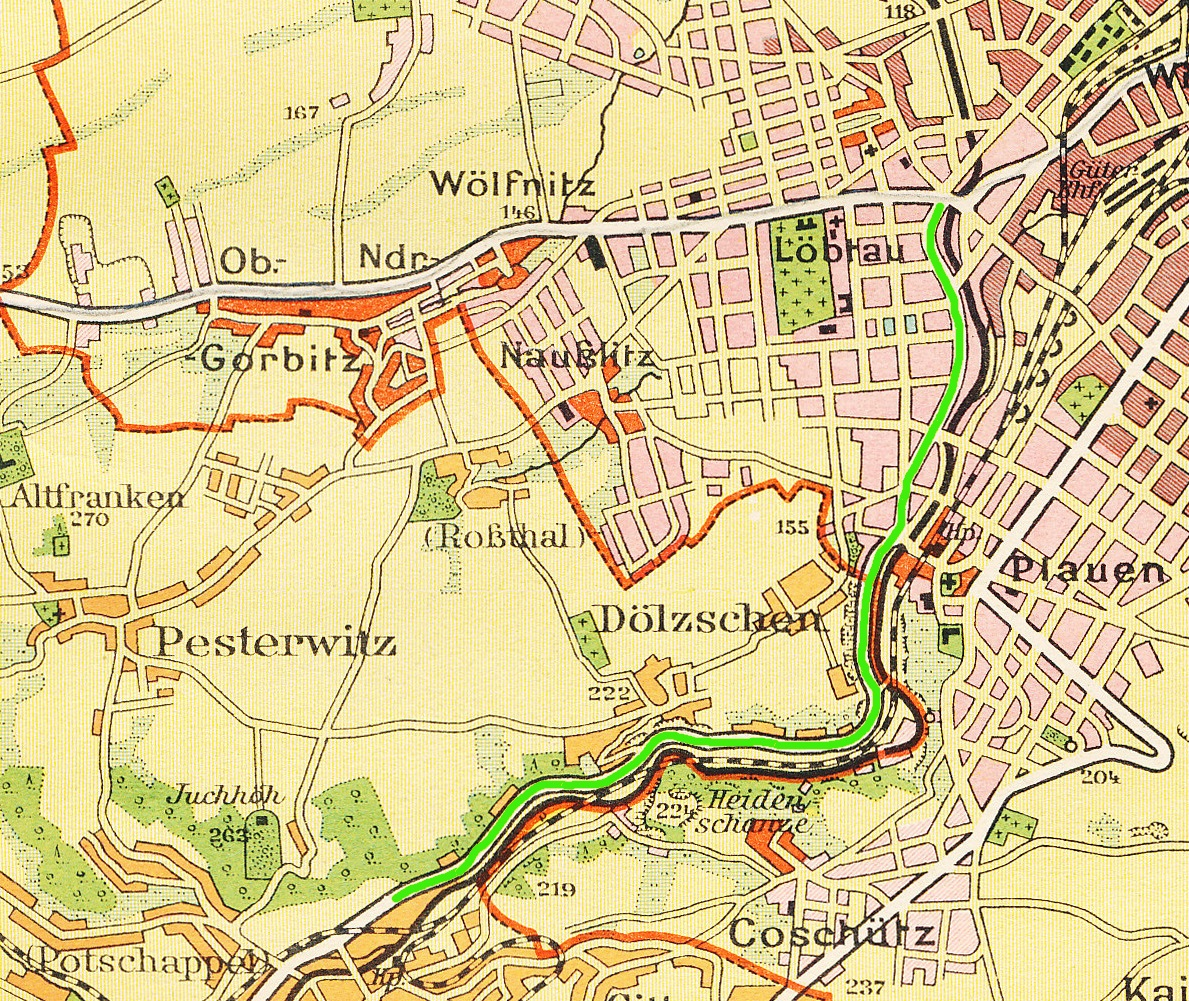
Die Tharandter Straße (hellgrün) in ihrer heutigen Länge auf einer Karte um 1930

Die Tharandter Straße beginnt an der Kreuzung zwischen Kesselsdorfer, Freiberger und Löbtauer Straße in Löbtau-Süd. Anschließend setzt sie sich in südlicher Richtung fort und folgt dem Flussbett der Weißeritz durch die Stadtteile Löbtau und Dölzschen. Am Felsenkeller durchquert die Tharandter Straße den etwa 122 Meter langen Tunnel Plauenscher Grund (auch Tunnel Felsenkeller) und folgt der Weißeritz anschließend in westlicher Richtung. An der Begerburg unterquert die Straße die Weißeritztalbrücke der Bundesautobahn 17 und endet 1,5 km weiter an der Dresden-Freitaler Stadtgrenze.

## Geschichte
Der Bau eines größeren Weges durch den Plauenschen Grund ist eng verbunden mit der Entwicklung des Steinkohlenbergbaus im Döhlener Becken. Am 29. April 1542 erhielt Hans Biener vom sächsischen Herzog Moritz das Privileg, zwischen Plauen und Tharandt Steinkohle abzubauen. Nur wenige Monate später kam es zu weiteren Abbauprivilegien. Für den Transport nach Dresden wurde deshalb relativ zeitig ein Fußweg durch den Plauenschen Grund angelegt. Der Fahrweg nach Dresden verlief aber noch umständlich von Potschappel über Pesterwitz nach Dölzschen oder von Potschappel über Coschütz nach Plauen. Zu Beginn des 18. Jahrhunderts reichten das Amt Dippoldiswalde und Tharandt deshalb den Antrag ein, den Fußweg auszubauen und zu befestigen. Gewährt wurde die Bautätigkeit jedoch erst ab 1741 von Plauen aus, 1745 folgte der Ausbau bis Potschappel. Weiter nördlich war es bereits 1729 zur Befestigung des Weges zwischen der Plauener Weißeritzbrücke und dem „Reisewitzschen Garten“ gekommen. Zwischen der Hegereiterbrücke am Felsenkeller und Altplauen verlief die Straße damals noch rechts der Weißeritz und wurde erst später auf die jetzige Seite verlegt.
Die Fortentwicklung des Bergbaus in der Region führte zum chausseeartigen Ausbau des Fahrweges in den Jahren 1807–1809. Sie erhielt zunächst den Namen „Kohlenstraße“, 1871 wurde sie in Löbtau in „Plauensche Straße“ und 1904 in „Tharandter Straße“ umbenannt. Nach der Eingemeindung Dölzschens nach Dresden am 1. Juli 1945 bekam auch der Dölzschener Abschnitt der Straße diesen Namen.
Im Jahr 1902 verkehrte zwischen dem Postplatz und Plauen bereits eine Straßenbahnlinie. Durch die fortschreitende Industrialisierung und die Erschließung weiterer Abbaufelder für den Bergbau war es bereits 1855 zur Errichtung einer Bahnstrecke nach Tharandt gekommen, 1902 folgte nun der Neubau der Plauenschen Grundbahn über Dölzschen, Potschappel und Döhlen nach Deuben. Nachdem die Kohlevorkommen rund um Döhlen in den 1950er und 1960er Jahren erschöpft waren, verlor auch die Straße an Bedeutung. Die Einwohnerzahl der 1921 gegründeten Bergbau- und Industriestadt Freital ging zurück, die Straßenbahnlinie wurde unrentabel und 1974 zwischen Plauen und Coßmannsdorf (Verlängerung dorthin bis 1912) durch Busverkehr ersetzt.

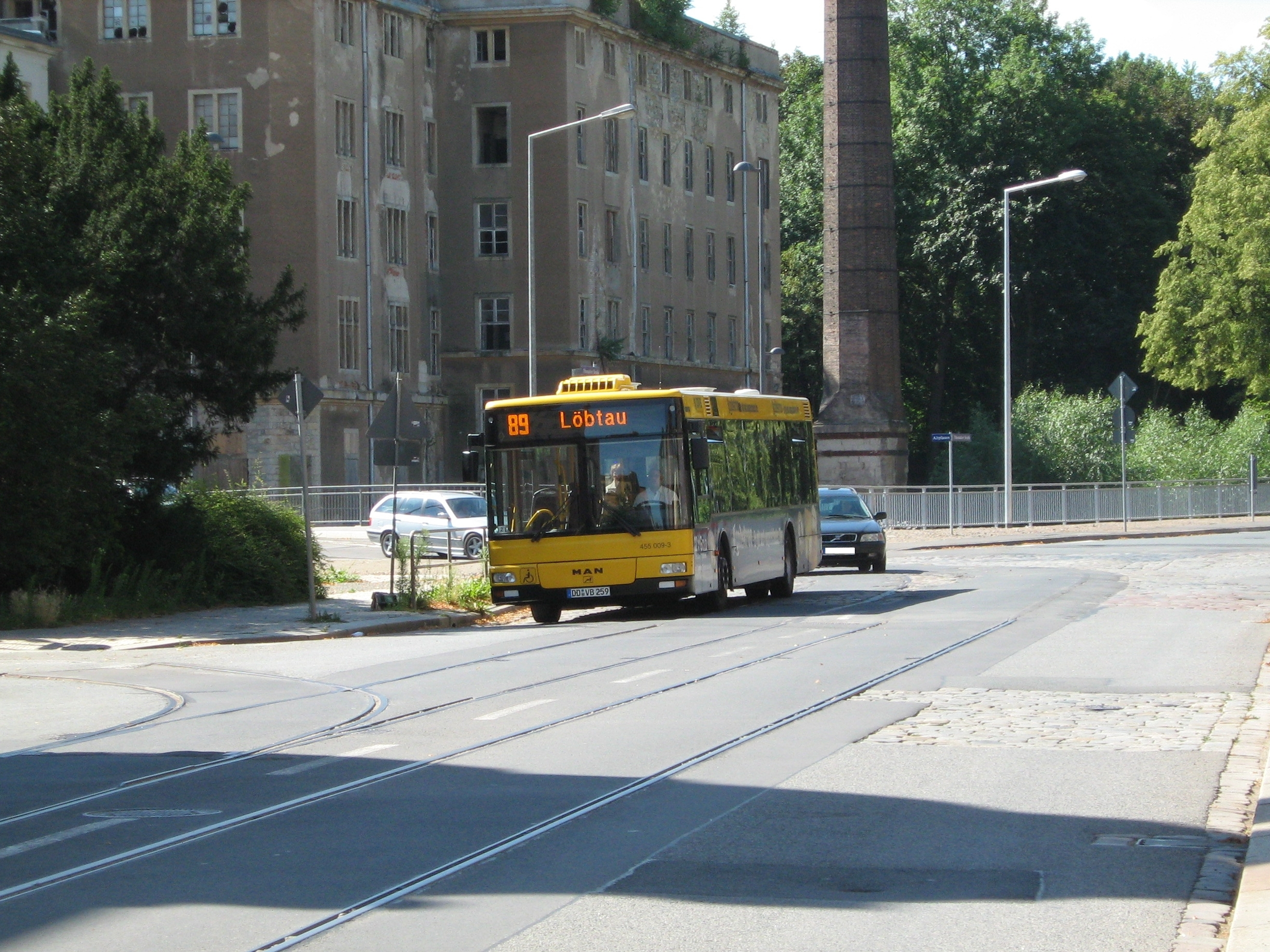
Stadtbus auf Tharandter Straße (stadteinwärts) hinter dem Abzweig Altplauen. Das Foto aus dem Jahr 2007 zeigt die Straße vor dem Umbau mit teilweise noch vorhandenen Straßenbahngleisen.

Auf dem Abschnitt zwischen Löbtauer Straße und Altplauen fuhren noch bis 1998 Straßenbahnen. Anschließend wurde auch hier auf Busverkehr umgestellt. Die zunehmende Motorisierung nach der Wende führte auf Dresdens Straßen zu erhöhter Verkehrsbelastung, auch auf der Tharandter Straße. Der durch Dölzschen verlaufende Straßenabschnitt wurde daraufhin noch in den 1990er Jahren grundhaft ausgebaut und saniert, am Felsenkeller wurde der Tunnel errichtet, da ein Straßenausbau in der alten Streckenführung nicht möglich war. In Löbtau erfolgten Renovierungsarbeiten erst ab 2007. Das Augusthochwasser 2002 der Weißeritz hatte im Grund vielfach Schäden hinterlassen, so musste die Brücke Altplauen komplett neugebaut werden. Im Zuge der Sanierungsmaßnahmen ab 2007 wurde an dieser Stelle auch ein Kreisverkehr gebaut, die letzten Schienen der Straßenbahn verschwanden aus dem Straßenbild, links und rechts wurden durchgängig Seitenstreifen für Radfahrer markiert.

## Bebauung

### Gebäude
Den Luftangriffen auf Dresden im Februar 1945 fiel ein Großteil der alten Bebauung der Tharandter Straße zum Opfer. So zählten bis zum Krieg das 1897 eingeweihte Rathaus Löbtau und das Hotel Drei-Kaiser-Hof zu den repräsentativsten Gebäuden an der Tharandter Straße. Zwischen der Ostseite der Straße in Löbtau und der Weißeritz hatte sich bis dahin vor allem Industrie angesiedelt. So hatten die Eisengießerei Buschbeck & Hebenstreit, der Gas- und Benzinmotorenbau Hille und die Schokoladenfabrik Petzold & Aulhorn hier ihre Produktionsstätten. Weitere Unternehmen an der Tharandter Straße waren die Schulze & Schultz Apparatebauanstalt, das Eisenhammerwerk Dölzschen (König-Friedrich-August-Hütte) und die Dresdner Strickmaschinenfabrik. Auch diese Fabriken trafen die Luftangriffe, zudem wurden mehrere Wohnhäuser an der Tharandter Straße zerstört. Die Unternehmen, die den Krieg überstanden, wurden in der DDR anschließend in Volkseigene Betriebe (VEB) umgewandelt.
Die Fabrikgebäude der Tharandter Straße 33 nutzte in der DDR der VEB Kupplungs- und Triebwerksbau. Nach der Wende wurden sie als Probebühne des Staatsschauspiels Dresden genutzt und waren bis 2004 Heimat des „Theaters in der Fabrik“. Im Jahr 2006 öffnete in den Räumlichkeiten ein Programmkino, das „Kino in der Fabrik“. Zudem entstanden nach 1990 eine Reihe modernere Bauten an der Tharandter Straße, wie die Einkaufszentren „Drei-Kaiser-Hof“ (2000) und die „Löbtau-Passage“ (2009). Vorhandene Wohnhäuser wurden meist saniert, viele Industriebauten nach der Insolvenz der Unternehmen abgerissen. Außerdem siedelten sich mehrere Tankstellen an der verkehrsstarken Ausfallstraße an, heute sind noch drei Tankstellen geöffnet.
Ist das Straßenbild in Löbtau noch städtisch geprägt, so finden sich in Dölzschen nur noch vereinzelt Wohnhäuser und Fabrikgebäude. Der größte Komplex in diesem Gebiet ist die ehemalige Felsenkeller-Brauerei (Dresdner Felsenkeller), die heute als Gewerbehof genutzt wird. Die Brauerei hatte sich schon Mitte des 19. Jahrhunderts auf dem Gelände angesiedelt. An der Weißeritz im Plauenschen Grund entstanden im 19. Jahrhundert zudem einige Mühlen, deren Gebäude zum Teil noch erhalten sind. Direkt an der südlichen Tunnelausfahrt befinden sich die Häuser der ehemaligen „Königsmühle“, heute Wohnhäuser. Markanter ist aber die ehemalige Brotfabrik der König-Friedrich-August-Mühlenwerke AG. Deren hoher Turm ist weithin sichtbar und ein Wahrzeichen des Plauenschen Grundes. Konzepte zur Nutzung der leerstehenden Fabrik scheiterten bisher.
Mehrere Dresdner Kulturdenkmale befinden sich an der Tharandter Straße. Dazu zählen einige Mietshäuser in Löbtau, die Hegereiterbrücke am Felsenkeller, der alte Plauener Bahnhof, die Gebäude der Königsmühle, Teile der Felsenkellerbrauerei und die König-Friedrich-August-Hütte (ehemalige Hüttenschänke). Die wenigen Niederdölzschener Wohnhäuser am Straßenrand sind wegen der wenig attraktiven Lage an Hauptverkehrsstraße und Bahnstrecke überwiegend unsaniert.

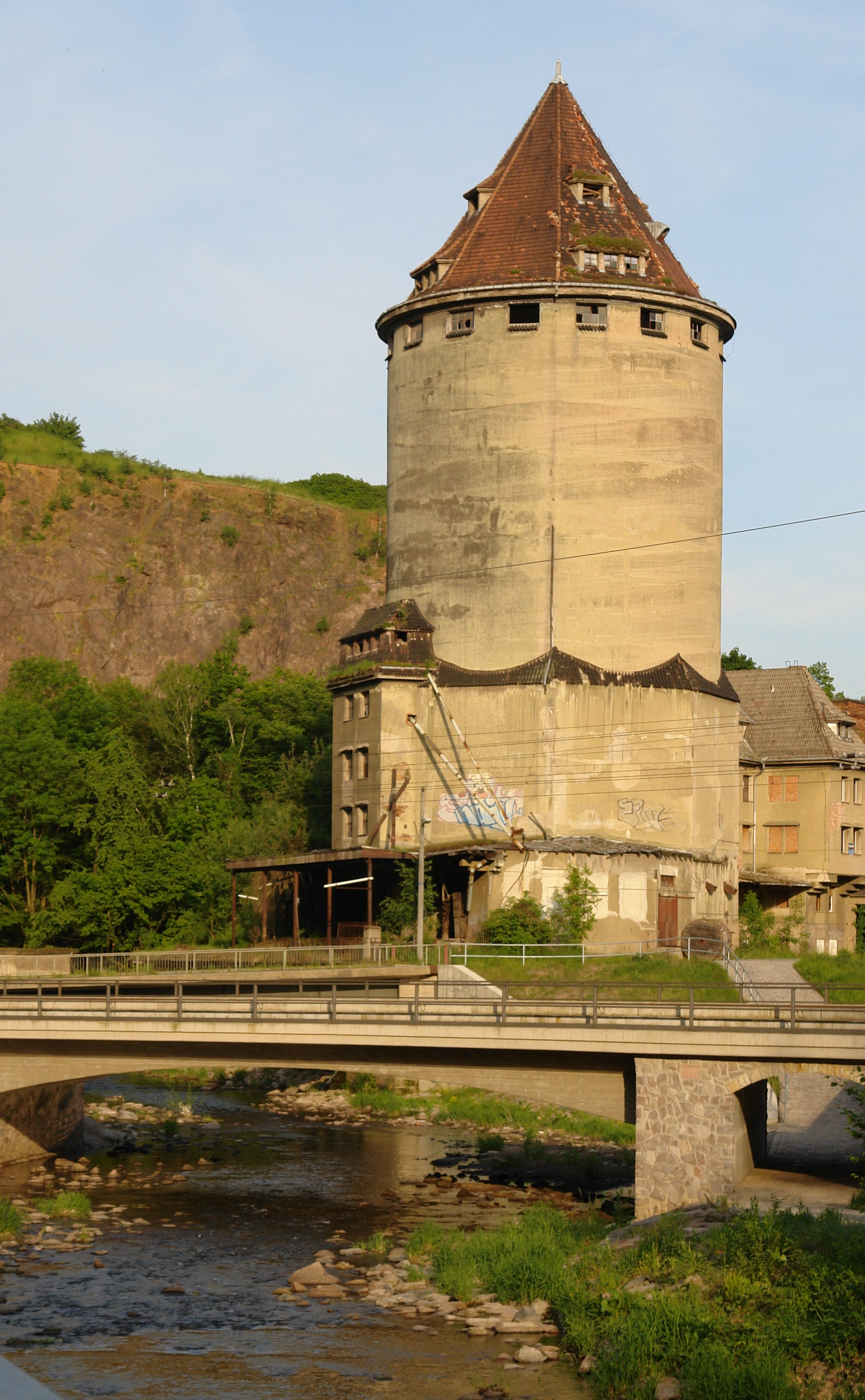
Der Siloturm der König-Friedrich-August-Mühlenwerke AG
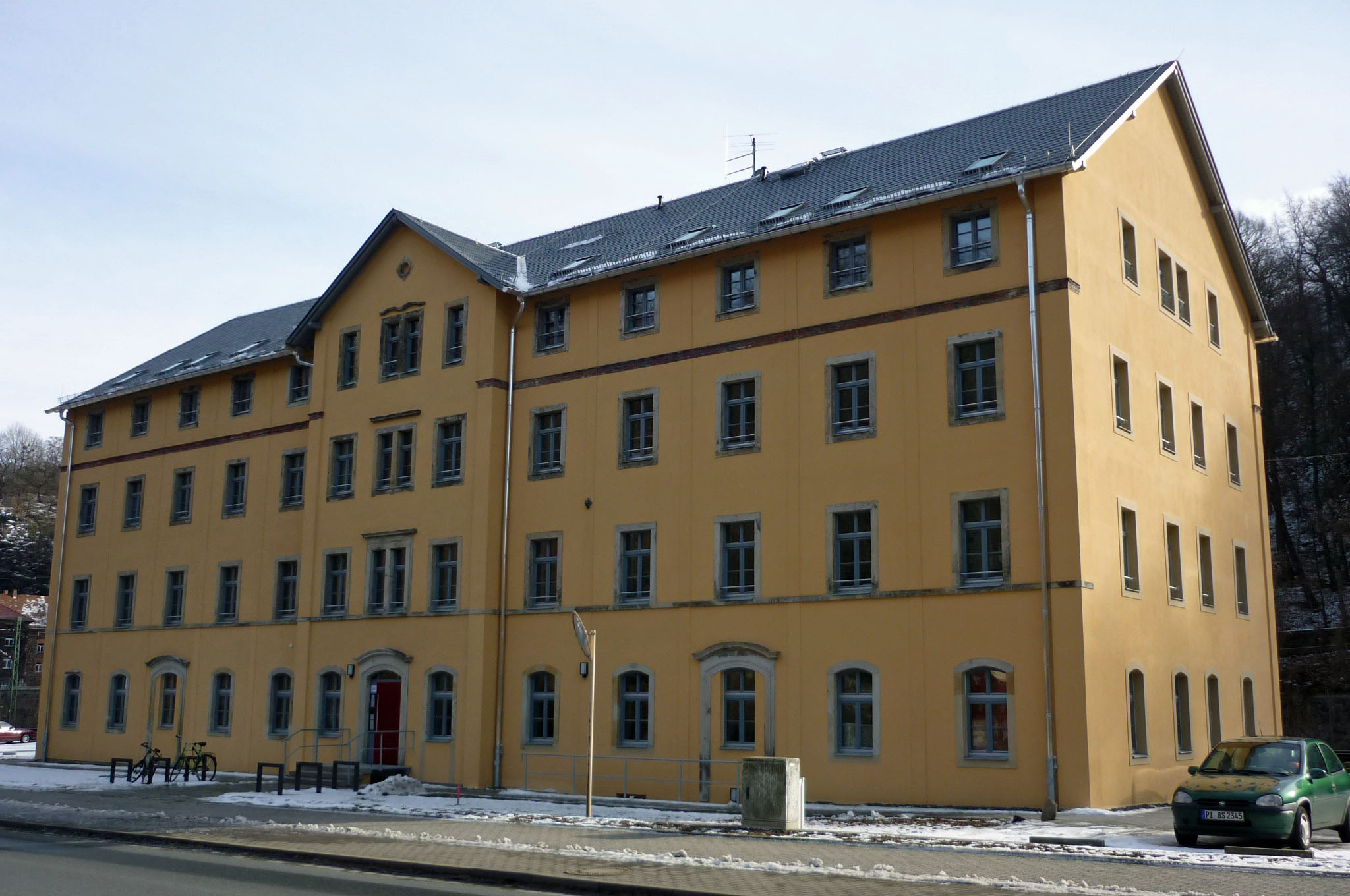
Ehemaliger Speicher der Königsmühle, heute Wohnhaus
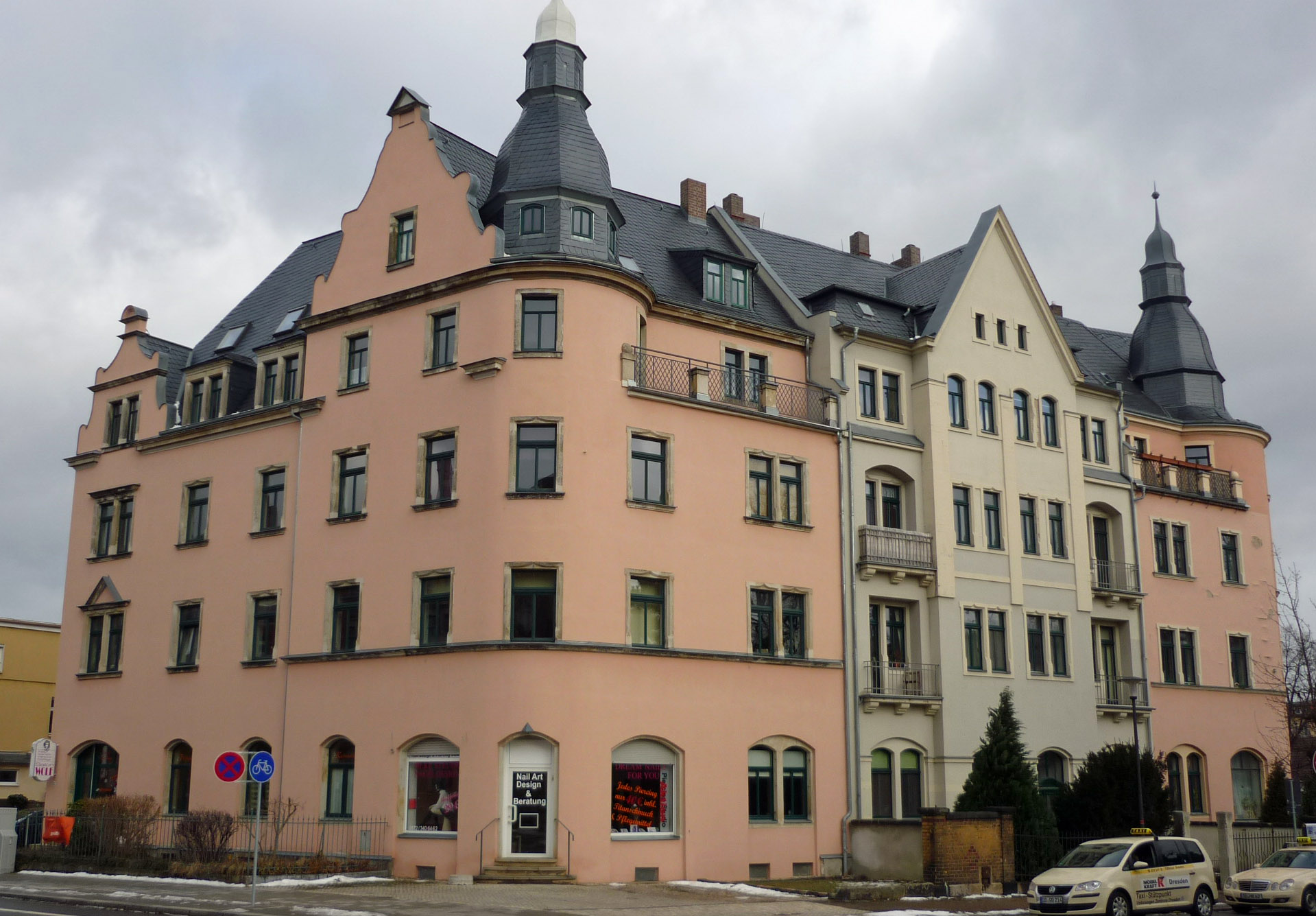
Mietshäuser Tharandter Straße 77
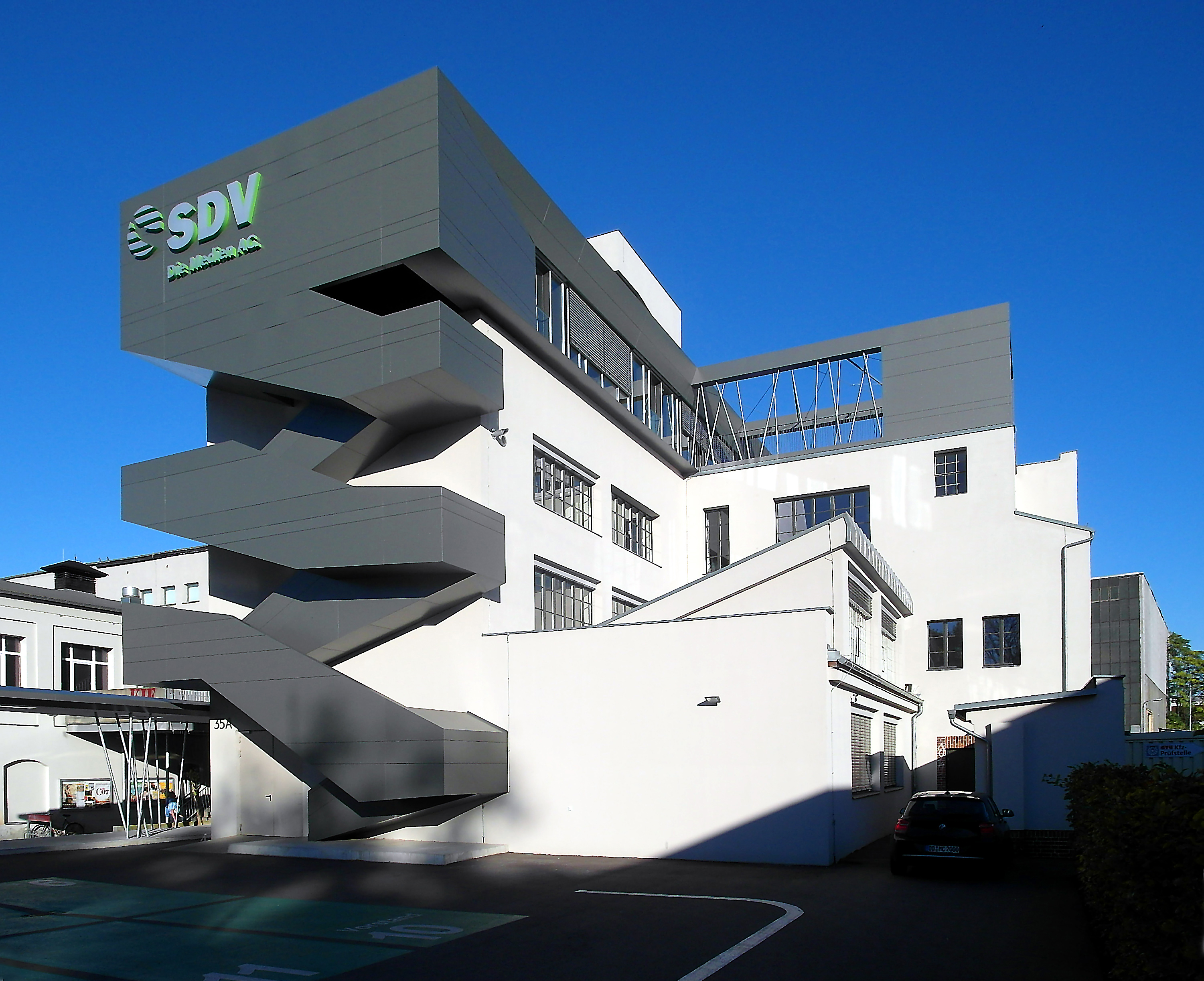
Das Gebäude der Firma SDV, eine sanierte Industrieruine; Tharandter Straße 35

### Tunnel Plauenscher Grund

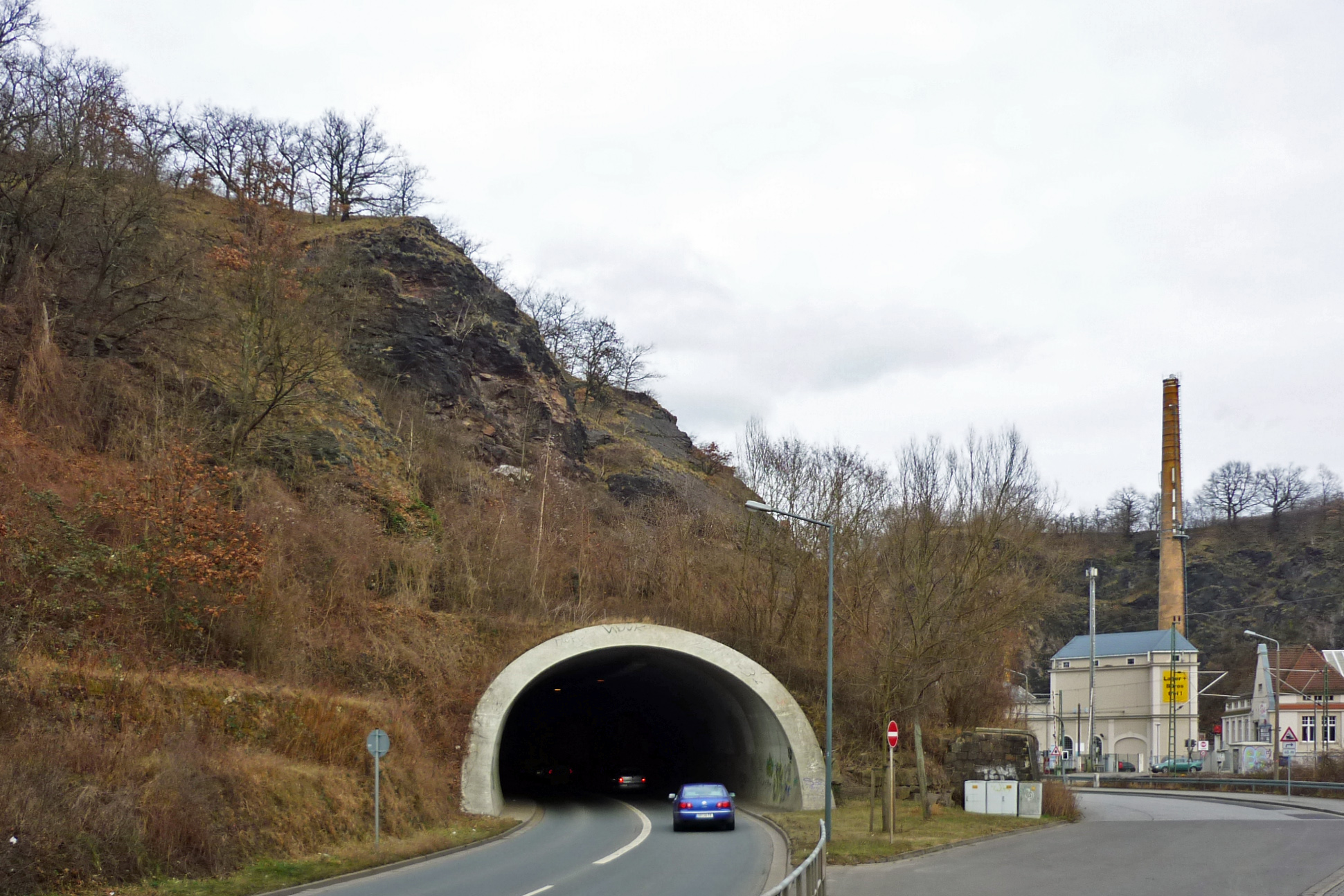
Südliches Tunnelportal, rechts zweigt die alte Straße ab.

Die Errichtung des Tunnels am Felsenkeller stand im Zusammenhang mit dem grundhaften Ausbau der Tharandter Straße ab 1990, der schon zu DDR-Zeiten geplant, jedoch durch die Wende verzögert wurde. Die Straße führte in diesem Abschnitt um ein Felsmassiv herum, das dem Ausbau im Wege stand. Da es zu umständlich war, Teile des Felsens wegzusprengen, plante man den Neubau des ersten und auch heute noch kürzesten Straßentunnels im neuen Bundesland Sachsen.
Am 25. Juni 1991 begannen die Arbeiten mit dem Tunnelanschlag aus Dresdner Richtung. Bis zu viermal täglich wurde gesprengt, für jede Sprengung benötigten die Bauleute etwa 100 Kilogramm Sprengstoff. Am 31. Juli 1991 wurde der Durchschlag im 122 Meter langen Tunnel erreicht. Es folgten Verschalungs- und Abdichtungsarbeiten sowie der Straßenbau durch das neue Bauwerk. Die Einweihung des Tunnels fand am 26. Februar 1992 statt.

## Verkehr

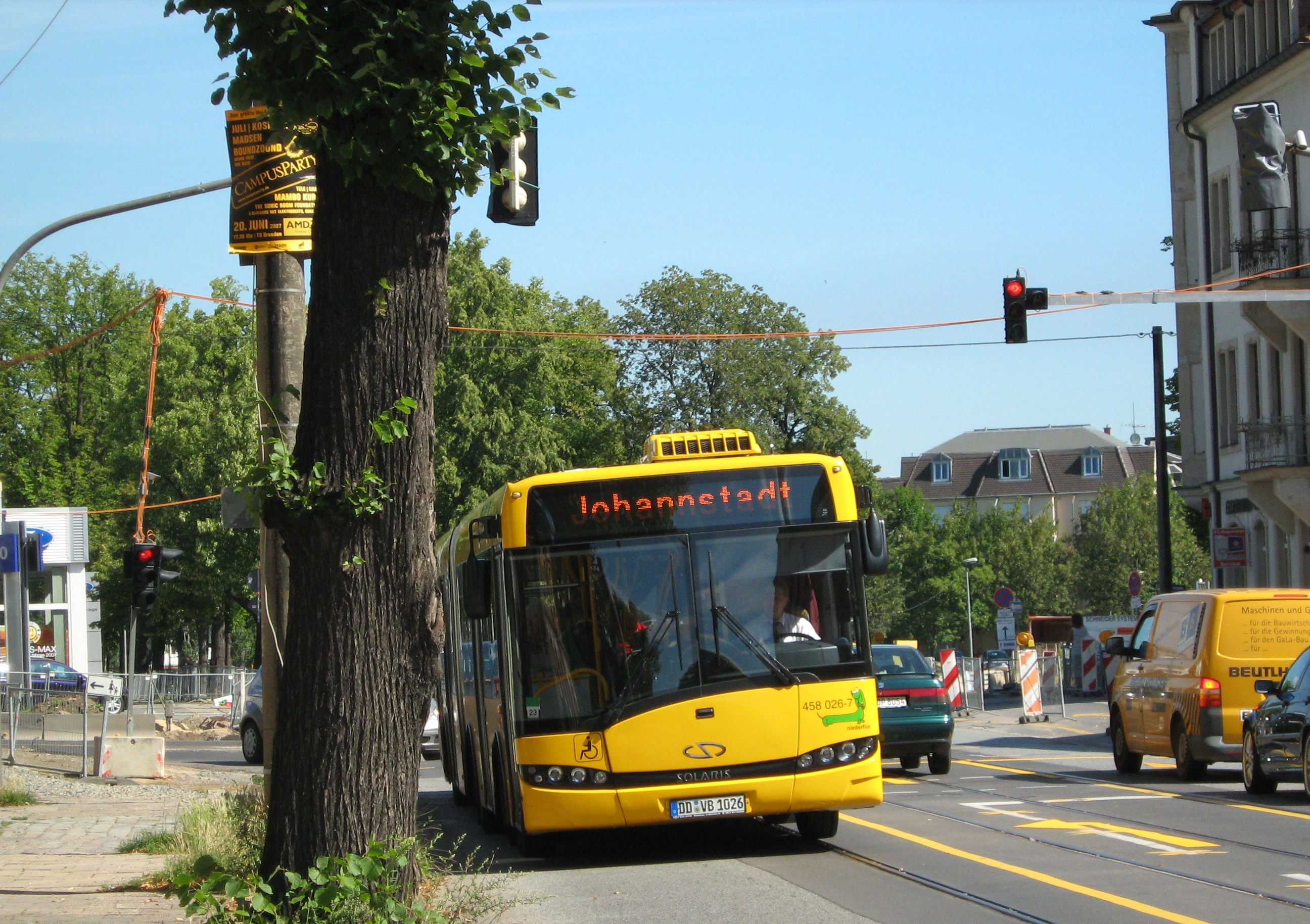
Bus auf der Tharandter Straße an der Kreuzung mit der Altfrankener Straße (links) und Bienertstraße (rechts) während der Sanierungsarbeiten (2007)

Für den Straßenverkehr existieren zwei Spuren, die in Dölzschen überbreit sind, da Radfahrer dort mit auf dem breiten Fußweg zur Weißeritz hin fahren. Ab dem Tunnel gibt es in Richtung Dresden beidseitig markierte Radfahrstreifen. Da Radfahrer den Straßentunnel nicht passieren dürfen, wird der Radverkehr in diesem Abschnitt über die alte Trasse der Tharandter Straße um das durchtunnelte Felsmassiv herumgeführt.
Über die Tharandter Straße verläuft die Buslinie 160 des Regionalverkehrs Sächsische Schweiz-Osterzgebirge, als Nachfolger und Ersatz der Straßenbahnlinie, jedoch nur bis zur Einmündung Reisewitzer Straße. Von den Dresdner Verkehrsbetrieben angebotene Buslinien sind die Buslinie 62 (Dölzschen–Johannstadt), 63 (Löbtau–Pillnitz), 85 (Striesen–Löbtau-Süd) und 90 (Löbtau–Gompitz). An der Tharandter Straße befinden sich sieben Bushaltestellen, davon vier in Dölzschen und drei in Löbtau.
Abschnittsweise (im Bereich der Haltestelle Altplauen) werden bis zu 10.000 Fahrzeuge täglich gezählt, ansonsten etwa 7000. Der Anteil des Schwerlastverkehrs liegt bei etwa 5 Prozent.